# Kendija Aparjode
Kendija Aparjode (Sigulda, 24 de diciembre de 1996) es una deportista letona que compite en luge. Su hermano Kristers compite en el mismo deporte.
Ganó tres medallas en el Campeonato Mundial de Luge entre los años 2020 y 2023, y una medalla de bronce en el Campeonato Europeo de Luge de 2018.

## Palmarés internacional
| Campeonato Mundial | Campeonato Mundial   | Campeonato Mundial | Campeonato Mundial |
| Año                | Lugar                | Medalla            | Prueba             |
| ------------------ | -------------------- | ------------------ | ------------------ |
| 2020               | Sochi (Rusia)        | Medalla de plata   | Equipo             |
| 2021               | Königssee (Alemania) | Medalla de bronce  | Equipo             |
| 2023               | Oberhof (Alemania)   | Medalla de bronce  | Equipo             |
| Campeonato Europeo |                      |                    |                    |
| Año                | Lugar                | Medalla            | Prueba             |
| 2018               | Sigulda (Letonia)    | Medalla de bronce  | Equipo             |